# Nuoto ai campionati mondiali di nuoto 2013
Le gare di nuoto ai campionati mondiali di nuoto 2013 si sono svolte dal 28 luglio al 4 agosto 2013, presso il Palau Sant Jordi di Barcellona.

## Regolamento e avvenimenti
Le competizioni sono organizzate in semifinali e finali, svolte entrambe nella sessione serale (dalle ore 18:00, ora locale). La finale, a cui hanno accesso i migliori 8 atleti, si svolge il giorno dopo la rispettiva semifinale. Per le competizioni di lunghezza inferiore ai 400 m - ovvero 200 m, 100 m e 50 m - viene svolta una fase di qualifica preliminare che determina i 16 atleti che avranno accesso alla semifinale. La fase preliminare si svolge lo stesso giorno della rispettiva semifinale, nel corso della sessione mattutina (dalle ore 10:00, ora locale).
Alle semifinali possono prendere parte al massimo 2 atleti per ciascuna nazione. Anche in questa edizione dei campionati, è stato utilizzato un sistema di qualifiche, che regola l'accesso alle singole competizioni, basato sui tempi standard A e B, introdotto ai campionati di Shanghai. Ai fini della qualifica vengono presi in considerazione i tempi ottenuti nelle gare ufficiali FINA nel periodo dal 1º luglio 2012 al 1º luglio 2013. Se a una competizione partecipa un solo atleta di una determinata nazione, per poter accedere deve aver ottenuto un tempo inferiore al tempo  B standard riportato nella tabella seguente. Se, invece, a una competizione partecipano due atleti di una stessa nazione, entrambi devono aver ottenuto un tempo inferiore al tempo  A standard. Se una nazione non ha atleti qualificati può partecipare con al massimo quattro atleti - due uomini e due donne -, i quali possono partecipare, al massimo, a due competizioni ciascuno.
| Maschile                    | Maschile                    | Competizione        | Femminile                   | Femminile                   |
| A standard (2 partecipanti) | B standard (1 partecipante) | Competizione        | A standard (2 partecipanti) | B standard (1 partecipante) |
| 22"33                       | 23"11                       | 50 m stile libero   | 25"34                       | 26"29                       |
| 48"93                       | 50"64                       | 100 m stile libero  | 54"86                       | 56"78                       |
| 1'48"42                     | 1'52"21                     | 200 m stile libero  | 1'58"74                     | 2'02"90                     |
| 3'49"55                     | 3'57"58                     | 400 m stile libero  | 4'09"81                     | 4'18"55                     |
| 7'59"06                     | 8'15"83                     | 800 m stile libero  | 8'34"33                     | 8'52"33                     |
| 15'14"38                    | 15'46"38                    | 1500 m stile libero | 16'26"36                    | 17'00"88                    |
|                             |                             |                     |                             |                             |
| 25"43                       | 26"32                       | 50 m dorso          | 28"84                       | 29"85                       |
| 54"43                       | 56"34                       | 100 m dorso         | 1'01"39                     | 1'03"54                     |
| 1'58"48                     | 2'02"63                     | 200 m dorso         | 2'11"09                     | 2'15"68                     |
|                             |                             |                     |                             |                             |
| 28"00                       | 28"98                       | 50 m rana           | 32"00                       | 33"12                       |
| 1'00"86                     | 1'02"99                     | 100 m rana          | 1'08"63                     | 1'11"03                     |
| 2'12"78                     | 2'17"43                     | 200 m rana          | 2'27"88                     | 2'33"06                     |
|                             |                             |                     |                             |                             |
| 23"96                       | 24"80                       | 50 m farfalla       | 26"83                       | 27"77                       |
| 52"57                       | 54"41                       | 100 m farfalla      | 58"89                       | 1'00"95                     |
| 1'57"03                     | 2'01"13                     | 200 m farfalla      | 2'09"38                     | 2'13"91                     |
|                             |                             |                     |                             |                             |
| 1'59"99                     | 2'04"19                     | 200 m misti         | 2'14"97                     | 2'19"69                     |
| 4'18"99                     | 4'28"05                     | 400 m misti         | 4'44"53                     | 4'54"49                     |

## Calendario
| Data           | Ora   | Evento                                            |
| -------------- | ----- | ------------------------------------------------- |
| 28 luglio 2013 | 10:00 | Batterie 100 m farfalla femminili                 |
| 28 luglio 2013 | 10:00 | Batterie 400 m stile libero maschili              |
| 28 luglio 2013 | 10:00 | Batterie 200 m misti femminili                    |
| 28 luglio 2013 | 10:00 | Batterie 50 m farfalla maschili                   |
| 28 luglio 2013 | 10:00 | Batterie 400 m stile libero femminili             |
| 28 luglio 2013 | 10:00 | Batterie 100 m rana maschili                      |
| 28 luglio 2013 | 10:00 | Batterie staffetta 4x100 m stile libero femminili |
| 28 luglio 2013 | 10:00 | Batterie staffetta 4x100 m stile libero maschili  |
| 28 luglio 2013 | 18:00 | Semifinali 100 m farfalla femminili               |
| 28 luglio 2013 | 18:00 | Finale 400 m stile libero maschile                |
| 28 luglio 2013 | 18:00 | Semifinali 200 m misti femminili                  |
| 28 luglio 2013 | 18:00 | Semifinali 50 m farfalla maschili                 |
| 28 luglio 2013 | 18:00 | Finale 400 m stile libero femminile               |
| 28 luglio 2013 | 18:00 | Semifinali 100 m rana maschili                    |
| 28 luglio 2013 | 18:00 | Finale staffetta 4x100 m stile libero femminile   |
| 28 luglio 2013 | 18:00 | Finale staffetta 4x100 m stile libero maschile    |
| 29 luglio 2013 | 10:00 | Batterie 100 m dorso femminili                    |
| 29 luglio 2013 | 10:00 | Batterie 100 m dorso maschili                     |
| 29 luglio 2013 | 10:00 | Batterie 100 m rana femminili                     |
| 29 luglio 2013 | 10:00 | Batterie 200 m stile libero maschili              |
| 29 luglio 2013 | 10:00 | Batterie 1500 m stile libero femminili            |
| 29 luglio 2013 | 18:00 | Finale 100 m rana maschile                        |
| 29 luglio 2013 | 18:00 | Finale 100 m farfalla femminile                   |
| 29 luglio 2013 | 18:00 | Semifinali 100 m dorso maschili                   |
| 29 luglio 2013 | 18:00 | Semifinali 100 m rana femminili                   |
| 29 luglio 2013 | 18:00 | Finale 50 m farfalla maschile                     |
| 29 luglio 2013 | 18:00 | Semifinali 100 m dorso femminili                  |
| 29 luglio 2013 | 18:00 | Semifinali 200 m stile libero maschili            |
| 29 luglio 2013 | 18:00 | Finale 200 m misti femminile                      |
| 30 luglio 2013 | 10:00 | Batterie 50 m rana maschili                       |
| 30 luglio 2013 | 10:00 | Batterie 200 m stile libero femminili             |
| 30 luglio 2013 | 10:00 | Batterie 200 m farfalla maschili                  |
| 30 luglio 2013 | 10:00 | Batterie 800 m stile libero maschili              |
| 30 luglio 2013 | 18:00 | Finale 200 m stile libero maschile                |
| 30 luglio 2013 | 18:00 | Finale 100 m dorso femminile                      |
| 30 luglio 2013 | 18:00 | Semifinali 50 m rana maschili                     |
| 30 luglio 2013 | 18:00 | Finale 1500 m stile libero femminile              |
| 30 luglio 2013 | 18:00 | Finale 100 m dorso maschile                       |
| 30 luglio 2013 | 18:00 | Semifinali 200 m stile libero femminili           |
| 30 luglio 2013 | 18:00 | Semifinali 200 m farfalla maschili                |
| 30 luglio 2013 | 18:00 | Finale 100 m rana femminile                       |
| 31 luglio 2013 | 10:00 | Batterie 50 m dorso femminili                     |
| 31 luglio 2013 | 10:00 | Batterie 100 m stile libero maschili              |
| 31 luglio 2013 | 10:00 | Batterie 200 m farfalla femminili                 |
| 31 luglio 2013 | 10:00 | Batterie 200 m misti maschili                     |
| 31 luglio 2013 | 18:00 | Semifinali 100 m stile libero maschili            |
| 31 luglio 2013 | 18:00 | Semifinali 50 m dorso femminili                   |
| 31 luglio 2013 | 18:00 | Finale 200 m farfalla maschile                    |
| 31 luglio 2013 | 18:00 | Finale 200 m stile libero femminile               |
| 31 luglio 2013 | 18:00 | Finale 50 m rana maschile                         |
| 31 luglio 2013 | 18:00 | Semifinali 200 m farfalla femminili               |
| 31 luglio 2013 | 18:00 | Semifinali 200 m misti maschili                   |
| 31 luglio 2013 | 18:00 | Finale 800 m stile libero maschile                |
| 1º agosto 2013 | 10:00 | Batterie 100 m stile libero femminili             |
| 1º agosto 2013 | 10:00 | Batterie 200 m dorso maschili                     |
| 1º agosto 2013 | 10:00 | Batterie 200 m rana femminili                     |
| 1º agosto 2013 | 10:00 | Batterie 200 m rana maschili                      |
| 1º agosto 2013 | 10:00 | Batterie staffetta 4x200 m stile libero femminili |
| 1º agosto 2013 | 18:00 | Semifinali 100 m stile libero femminili           |
| 1º agosto 2013 | 18:00 | Finale 200 m misti maschile                       |
| 1º agosto 2013 | 18:00 | Semifinali 200 m rana femminili                   |
| 1º agosto 2013 | 18:00 | Finale 100 m stile libero maschile                |
| 1º agosto 2013 | 18:00 | Finale 200 m farfalla femminile                   |
| 1º agosto 2013 | 18:00 | Semifinali 200 m rana maschili                    |
| 1º agosto 2013 | 18:00 | Finale 50 m dorso femminile                       |
| 1º agosto 2013 | 18:00 | Semifinale 200 m dorso maschile                   |
| 1º agosto 2013 | 18:00 | Finale staffetta 4x200 m stile libero femminile   |
| 2 agosto 2013  | 10:00 | Batterie 50 m stile libero maschili               |
| 2 agosto 2013  | 10:00 | Batterie 50 m farfalla femminili                  |
| 2 agosto 2013  | 10:00 | Batterie 100 m farfalla maschili                  |
| 2 agosto 2013  | 10:00 | Batterie 200 m dorso femminili                    |
| 2 agosto 2013  | 10:00 | Batterie staffetta 4x200 m stile libero maschili  |
| 2 agosto 2013  | 10:00 | Batterie 800 m stile libero femminili             |
| 2 agosto 2013  | 18:00 | Finale 100 m stile libero femminile               |
| 2 agosto 2013  | 18:00 | Finale 200 m dorso maschile                       |
| 2 agosto 2013  | 18:00 | Semifinali 200 m dorso femminili                  |
| 2 agosto 2013  | 18:00 | Semifinali 50 m stile libero maschili             |
| 2 agosto 2013  | 18:00 | Finale 200 m rana femminile                       |
| 2 agosto 2013  | 18:00 | Semifinali 100 m farfalla maschili                |
| 2 agosto 2013  | 18:00 | Semifinali 50 m farfalla femminili                |
| 2 agosto 2013  | 18:00 | Finale 200 m rana maschile                        |
| 2 agosto 2013  | 18:00 | Finale staffetta 4x200 m stile libero maschile    |
| 3 agosto 2013  | 10:00 | Batterie 50 m stile libero femminili              |
| 3 agosto 2013  | 10:00 | Batterie 50 m dorso maschili                      |
| 3 agosto 2013  | 10:00 | Batterie 50 m rana femminili                      |
| 3 agosto 2013  | 10:00 | Batterie 1500 m stile libero maschili             |
| 3 agosto 2013  | 18:00 | Finale 50 m farfalla femminile                    |
| 3 agosto 2013  | 18:00 | Finale 50 m stile libero maschile                 |
| 3 agosto 2013  | 18:00 | Finale 200 m dorso femminile                      |
| 3 agosto 2013  | 18:00 | Semifinali 50 m rana femminili                    |
| 3 agosto 2013  | 18:00 | Finale 100 m farfalla maschile                    |
| 3 agosto 2013  | 18:00 | Semifinali 50 m stile libero femminili            |
| 3 agosto 2013  | 18:00 | Semifinali 50 m dorso maschili                    |
| 3 agosto 2013  | 18:00 | Finale 800 m stile libero femminile               |
| 4 agosto 2013  | 10:00 | Batterie 400 m misti maschili                     |
| 4 agosto 2013  | 10:00 | Batterie 400 m misti femminili                    |
| 4 agosto 2013  | 10:00 | Batterie staffetta 4x100 m misti maschili         |
| 4 agosto 2013  | 10:00 | Batterie staffetta 4x100 m misti femminili        |
| 4 agosto 2013  | 18:00 | Finale 50 m dorso maschile                        |
| 4 agosto 2013  | 18:00 | Finale 50 m rana femminile                        |
| 4 agosto 2013  | 18:00 | Finale 400 m misti maschile                       |
| 4 agosto 2013  | 18:00 | Finale 50 m stile libero femminile                |
| 4 agosto 2013  | 18:00 | Finale 1500 m stile libero maschile               |
| 4 agosto 2013  | 18:00 | Finale 400 m misti femminile                      |
| 4 agosto 2013  | 18:00 | Finale staffetta 4x100 m misti maschile           |
| 4 agosto 2013  | 18:00 | Finale staffetta 4x100 m misti femminile          |

## Podi

### Uomini
| Evento                          | Oro | Tempo    | Argento                                                                                                 | Tempo    | Bronzo                                                                                                   | Tempo    |
| Stile libero                    | |          | |          | |          |
| 50 m (dettagli)                 | César Cielo Filho                                                                                                 | 21"32    | Vladimir Morozov                                                                                        | 21"47    | George Bovell                                                                                            | 21"51    |
| 100 m (dettagli)                | James Magnussen                                                                                                   | 47"71    | James Feigen                                                                                            | 47"82    | Nathan Adrian                                                                                            | 47"84    |
| 200 m (dettagli)                | Yannick Agnel | 1'44"20  | Conor Dwyer                                                                                             | 1'45"32  | Danila Izotov                                                                                            | 1'45"59  |
| 400 m (dettagli)                | Sun Yang | 3'41"59  | Kōsuke Hagino                                                                                           | 3'44"82  | Connor Jaeger                                                                                            | 3'44"85  |
| 800 m (dettagli)                | Sun Yang | 7'41"36  | Michael McBroom                                                                                         | 7'43"60  | Ryan Cochrane                                                                                            | 7'43"70  |
| 1500 m (dettagli)               | Sun Yang | 14'41"15 | Ryan Cochrane                                                                                           | 14'42"48 | Gregorio Paltrinieri                                                                                     | 14'45"37 |
| Dorso                           | |          | |          | |          |
| 50 m (dettagli)                 | Camille Lacourt                                                                                                   | 24"42    | Jérémy Stravius Matt Grevers                                                                            | 24"54    | |          |
| 100 m (dettagli)                | Matt Grevers | 52"93    | David Plummer                                                                                           | 53"12    | Jérémy Stravius                                                                                          | 53"21    |
| 200 m (dettagli)                | Ryan Lochte | 1'53"79  | Radosław Kawęcki                                                                                        | 1'54"24  | Tyler Clary                                                                                              | 1'54"64  |
| Rana                            | |          | |          | |          |
| 50 m (dettagli)                 | Cameron van der Burgh                                                                                             | 26"77    | Christian Sprenger                                                                                      | 26"78    | Giulio Zorzi                                                                                             | 27"04    |
| 100 m (dettagli)                | Christian Sprenger                                                                                                | 58"79    | Cameron van der Burgh                                                                                   | 58"97    | Felipe Lima                                                                                              | 59"65    |
| 200 m (dettagli)                | Dániel Gyurta | 2'07"23  | Marco Koch                                                                                              | 2'08"54  | Matti Mattsson                                                                                           | 2'08"95  |
| Farfalla                        | |          | |          | |          |
| 50 m (dettagli)                 | César Cielo Filho                                                                                                 | 23"01    | Eugene Godsoe                                                                                           | 23"05    | Frédérick Bousquet                                                                                       | 23"11    |
| 100 m (dettagli)                | Chad le Clos | 51"06    | László Cseh                                                                                             | 51"45    | Konrad Czerniak                                                                                          | 51"46    |
| 200 m (dettagli)                | Chad le Clos | 1'54"32  | Paweł Korzeniowski                                                                                      | 1'55"01  | Wu Peng                                                                                                  | 1'55"09  |
| Misti                           | |          | |          | |          |
| 200 m (dettagli)                | Ryan Lochte | 1'54"98  | Kōsuke Hagino                                                                                           | 1'56"29  | Thiago Pereira                                                                                           | 1'56"30  |
| 400 m (dettagli)                | Daiya Seto | 4'08"69  | Chase Kalisz                                                                                            | 4'09"22  | Thiago Pereira                                                                                           | 4'09"48  |
| Staffette                       | |          | |          | |          |
| 4x100 m stile libero (dettagli) | Francia Yannick Agnel Florent Manaudou Fabien Gilot Jéremy Stravius Amaury Leveaux Grégory Mallet William Meynard | 3'11"18  | Stati Uniti Nathan Adrian Ryan Lochte Anthony Ervin James Feigen Ricky Berens Conor Dwyer               | 3'11"42  | Russia Andrej Grečin Nikita Lobincev Vladimir Morozov Danila Izotov Evgenij Lagunov Aleksandr Suchorukov | 3"11"44  |
| 4x200 m stile libero (dettagli) | Stati Uniti Conor Dwyer Ryan Lochte Charlie Houchin Ricky Berens Matt McLean Michael Klueh                        | 7'01"72  | Russia Danila Izotov Nikita Lobincev Artem Lobuzov Aleksandr Suchorukov                                 | 7'03"92  | Cina Wang Shun Hao Yun Li Yunqi Sun Yang Lü Zhiwu                                                        | 7'04"74  |
| 4x100 m misti (dettagli)        | Francia Camille Lacourt Giacomo Perez d'Ortona Jérémy Stravius Fabien Gilot                                       | 3'31"51  | Australia Ashley Delaney Christian Sprenger Tommaso D'Orsogna James Magnussen Kenneth To Cameron McEvoy | 3'31"64  | Giappone Ryōsuke Irie Kōsuke Kitajima Takurō Fujii Shinri Shioura                                        | 3'32"26  |

### Donne
| Evento                          | Oro | Tempo    | Argento                                                                                          | Tempo    | Bronzo                                                                                    | Tempo    |
| Stile libero                    | |          |                                                                                                  |          |                                                                                           |          |
| 50 m (dettagli)                 | Ranomi Kromowidjojo | 24"05    | Cate Campbell                                                                                    | 24"14    | Francesca Halsall                                                                         | 24"30    |
| 100 m (dettagli)                | Cate Campbell | 52"34    | Sarah Sjöström                                                                                   | 52"89    | Ranomi Kromowidjojo                                                                       | 53"42    |
| 200 m (dettagli)                | Missy Franklin | 1'54"81  | Federica Pellegrini                                                                              | 1'55"14  | Camille Muffat                                                                            | 1'55"72  |
| 400 m (dettagli)                | Katie Ledecky | 3'59"82  | Melania Costa                                                                                    | 4'02"47  | Lauren Boyle                                                                              | 4'03"89  |
| 800 m (dettagli)                | Katie Ledecky | 8'13"86  | Lotte Friis                                                                                      | 8'16"32  | Lauren Boyle                                                                              | 8'18"58  |
| 1500 m (dettagli)               | Katie Ledecky | 15'36"53 | Lotte Friis                                                                                      | 15'38"88 | Lauren Boyle                                                                              | 15'44"71 |
| Dorso                           | |          |                                                                                                  |          |                                                                                           |          |
| 50 m (dettagli)                 | Zhao Jing | 27"29    | Fu Yuanhui                                                                                       | 27"39    | Aya Terakawa                                                                              | 27"53    |
| 100 m (dettagli)                | Missy Franklin | 58"42    | Emily Seebohm                                                                                    | 59"06    | Aya Terakawa                                                                              | 59"23    |
| 200 m (dettagli)                | Missy Franklin | 2'04"76  | Belinda Hocking                                                                                  | 2'06"66  | Hilary Caldwell                                                                           | 2'06"80  |
| Rana                            | |          |                                                                                                  |          |                                                                                           |          |
| 50 m (dettagli)                 | Julija Efimova | 29"52    | Rūta Meilutytė                                                                                   | 29"59    | Jessica Hardy                                                                             | 29"80    |
| 100 m (dettagli)                | Rūta Meilutytė | 1'04"42  | Julija Efimova                                                                                   | 1'05"02  | Jessica Hardy                                                                             | 1'05"52  |
| 200 m (dettagli)                | Julija Efimova | 2'19"41  | Rikke Møller Pedersen                                                                            | 2'20"08  | Micah Lawrence                                                                            | 2'22"37  |
| Farfalla                        | |          |                                                                                                  |          |                                                                                           |          |
| 50 m (dettagli)                 | Jeanette Ottesen | 25"34    | Lu Ying                                                                                          | 25"42    | Ranomi Kromowidjojo                                                                       | 25"53    |
| 100 m (dettagli)                | Sarah Sjöström | 56"53    | Alicia Coutts                                                                                    | 56"97    | Dana Vollmer                                                                              | 57"24    |
| 200 m (dettagli)                | Liu Zige | 2'04"59  | Mireia Belmonte García                                                                           | 2'04"78  | Katinka Hosszú                                                                            | 2'05"59  |
| Misti                           | |          |                                                                                                  |          |                                                                                           |          |
| 200 m (dettagli)                | Katinka Hosszú | 2'07"92  | Alicia Coutts                                                                                    | 2'09"39  | Mireia Belmonte García                                                                    | 2'09"45  |
| 400 m (dettagli)                | Katinka Hosszú | 4'30"41  | Mireia Belmonte García                                                                           | 4'31"21  | Elizabeth Beisel                                                                          | 4'31"69  |
| Staffette                       | |          |                                                                                                  |          |                                                                                           |          |
| 4x100 m stile libero (dettagli) | Stati Uniti Missy Franklin Natalie Coughlin Shannon Vreeland Megan Romano Simone Manuel Elizabeth Pelton                          | 3'32"31  | Australia Cate Campbell Bronte Campbell Emma McKeon Alicia Coutts Brittany Elmslie Emily Seebohm | 3'32"43  | Paesi Bassi Elise Bouwens Femke Heemskerk Inge Dekker Ranomi Kromowidjojo Esmee Vermeulen | 3'35"77  |
| 4x200 m stile libero (dettagli) | Stati Uniti Katie Ledecky Shannon Vreeland Karlee Bispo Missy Franklin Chelsea Chenault Madeline Dirado Jordan Mattern            | 7'45"14  | Australia Bronte Barratt Kylie Palmer Brittany Elmslie Alicia Coutts Emma McKeon Ami Matsuo      | 7'47"08  | Francia Camille Muffat Charlotte Bonnet Mylène Lazare Coralie Balmy Isabelle Mabboux      | 7'48"43  |
| 4x100 m misti (dettagli)        | Stati Uniti Missy Franklin Jessica Hardy Dana Vollmer Megan Romano Elizabeth Pelton Breeja Larson Claire Donahue Shannon Vreeland | 3'53"23  | Australia Emily Seebohm Sally Foster Alicia Coutts Cate Campbell Samantha Marshall Emma McKeon   | 3'55"22  | Russia Daria Ustinova Julija Efimova Svetlana Čimrova Veronika Popova Anna Belousova      | 3'56"47  |

## Medagliere
| Pos.   | Paese             | Oro | Argento | Bronzo | Totale |
| ------ | ----------------- | --- | ------- | ------ | ------ |
| 1      | Stati Uniti       | 13  | 8       | 8      | 29     |
| 2      | Cina              | 5   | 2       | 2      | 9      |
| 3      | Francia           | 4   | 1       | 4      | 9      |
| 4      | Australia         | 3   | 9       | 0      | 12     |
| 5      | Sudafrica         | 3   | 1       | 1      | 5      |
| 5      | Ungheria          | 3   | 1       | 1      | 5      |
| 7      | Russia            | 2   | 3       | 3      | 8      |
| 8      | Brasile           | 2   | 0       | 3      | 5      |
| 9      | Danimarca         | 1   | 3       | 0      | 4      |
| 10     | Giappone          | 1   | 2       | 2      | 5      |
| 11     | Lituania          | 1   | 1       | 0      | 2      |
| 11     | Svezia            | 1   | 1       | 0      | 2      |
| 13     | Paesi Bassi       | 1   | 0       | 3      | 4      |
| 14     | Spagna            | 0   | 3       | 1      | 4      |
| 15     | Polonia           | 0   | 2       | 1      | 3      |
| 16     | Canada            | 0   | 1       | 2      | 3      |
| 17     | Italia            | 0   | 1       | 1      | 2      |
| 18     | Germania          | 0   | 1       | 0      | 1      |
| 19     | Nuova Zelanda     | 0   | 0       | 3      | 3      |
| 20     | Finlandia         | 0   | 0       | 1      | 1      |
| 20     | Trinidad e Tobago | 0   | 0       | 1      | 1      |
| 20     | Gran Bretagna     | 0   | 0       | 1      | 1      |
| Totale | Totale            | 40  | 41      | 39     | 120    |